# ۵۳۹ (پیش از میلاد)
۵۳۹ (پیش از میلاد) ۵۳۹مین سال قبل از تقویم میلادی است.

## مناسبت‌ها
۵۳۹ (پیش از میلاد) - کوروش بزرگ بابل را فتح نمود، و نبونعید شاه بابل را خلع کرد. او همچنین به یهودیان ساکن بابل اجازه داد تا در سرزمین یهود عبادتگاه خود را بسازند، اما اکثر آن‌ها در بابل ماندند.  در این روز ایرانیان به پاسارگاد (آرامگاه کوروش) رفته و این روز را گرامی می‌دارند.